# Antodynerus stevensonianus
Antodynerus stevensonianus är en stekelart som först beskrevs av Giordani Soika 1943.  Antodynerus stevensonianus ingår i släktet Antodynerus och familjen Eumenidae. Inga underarter finns listade i Catalogue of Life.